# Vlašić Brdo
Vlašić Brdo – wieś w Chorwacji, w żupanii zagrzebskiej, w gminie Žumberak. W 2011 roku liczyła 2 mieszkańców.